# 阿夫尔河畔圣雷米
阿夫尔河畔圣雷米（法語：Saint-Rémy-sur-Avre，法語發音：[sɛ̃ ʁemi syʁ avʁ]）是法国中央-盧瓦爾河谷大區厄尔-卢瓦省的一个市镇，属于德勒区。

## 地理
阿夫尔河畔圣雷米（48°45'41"N, 1°14'32"E）面积13.05 平方千米，位于法国中央-卢瓦尔河谷大区厄尔-卢瓦省，该省份为法国北部内陆省份，北起顺时针与厄尔省、伊夫林省、埃松省、卢瓦雷省、卢瓦-谢尔省、萨尔特省和奧恩省接壤。
与阿夫尔河畔圣雷米接壤的市镇（或旧市镇、城区）包括：拉马德莱娜-德诺南库尔、德鲁艾地区韦尔。
阿夫尔河畔圣雷米的时区为UTC+01:00、UTC+02:00（夏令时）。

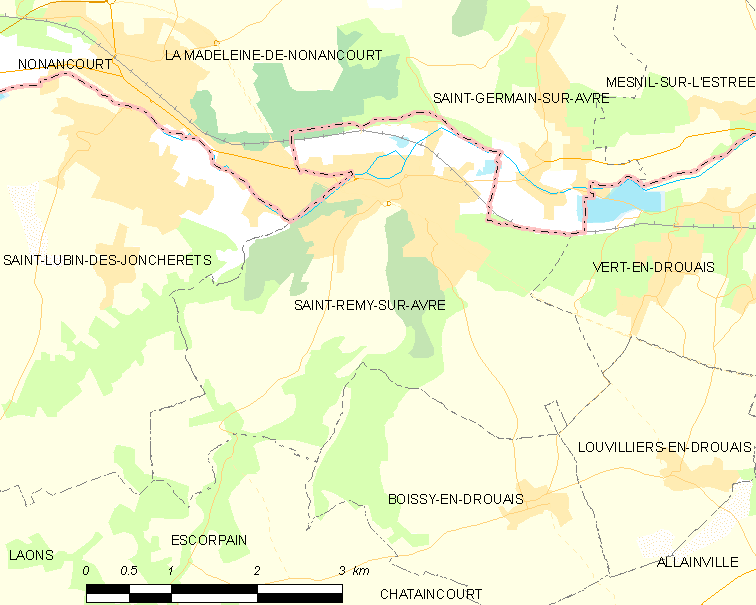
阿夫尔河畔圣雷米的OSM定位图

## 行政
阿夫尔河畔圣雷米的邮政编码为28380，INSEE市镇编码为28359。

## 政治
阿夫尔河畔圣雷米所属的省级选区为圣吕班德容什雷县。

## 人口

1962-2008年间阿夫尔河畔圣雷米人口变化图示

阿夫尔河畔圣雷米于2022年1月1日时的人口数量为4065人。